# Безсмертна кохана (фільм, 1994)
«Безсмертна кохана» (англ. Immortal Beloved) — британсько-американський біографічний фільм 1994 року режисера та автора сценарію Бернарда Роуза.

## Сюжет
Біографічна драма про Людвіга ван Бетховена (Ґері Олдмен). Після смерті музиканта і композитора у 1827 році в його документах віднайдений лист до невідомого адресата, згідно із яким він заповів усе своє майно «безсмертній коханій», ім'я якої не було вказане. Остання воля Людвіга виявляється великою несподіванкою для найближчого друга і секретаря Бетховена — Антона Шиндлера (Єрун Краббе), він розпочинає пошуки цієї жінки…

## Ролі виконують
- Ґері Олдмен — Людвіг ван Бетховен
- Єрун Краббе — Антон Фелікс Шиндлер[de]
- Ізабелла Росселліні — Анна Марія Ердьоді[en]
- Йоганна тер Штейге[en] — Йоганна  Райс[de]
- Марко Гофшнайдер[de] — Карл ван Бетховен
- Міріам Марголіс — Нанетта Штрайхерова
- Баррі Гамфріс[en] — Клемент фон Меттерніх
- Валерія Голіно — Юлія Гвіччарді

## Навколо фільму

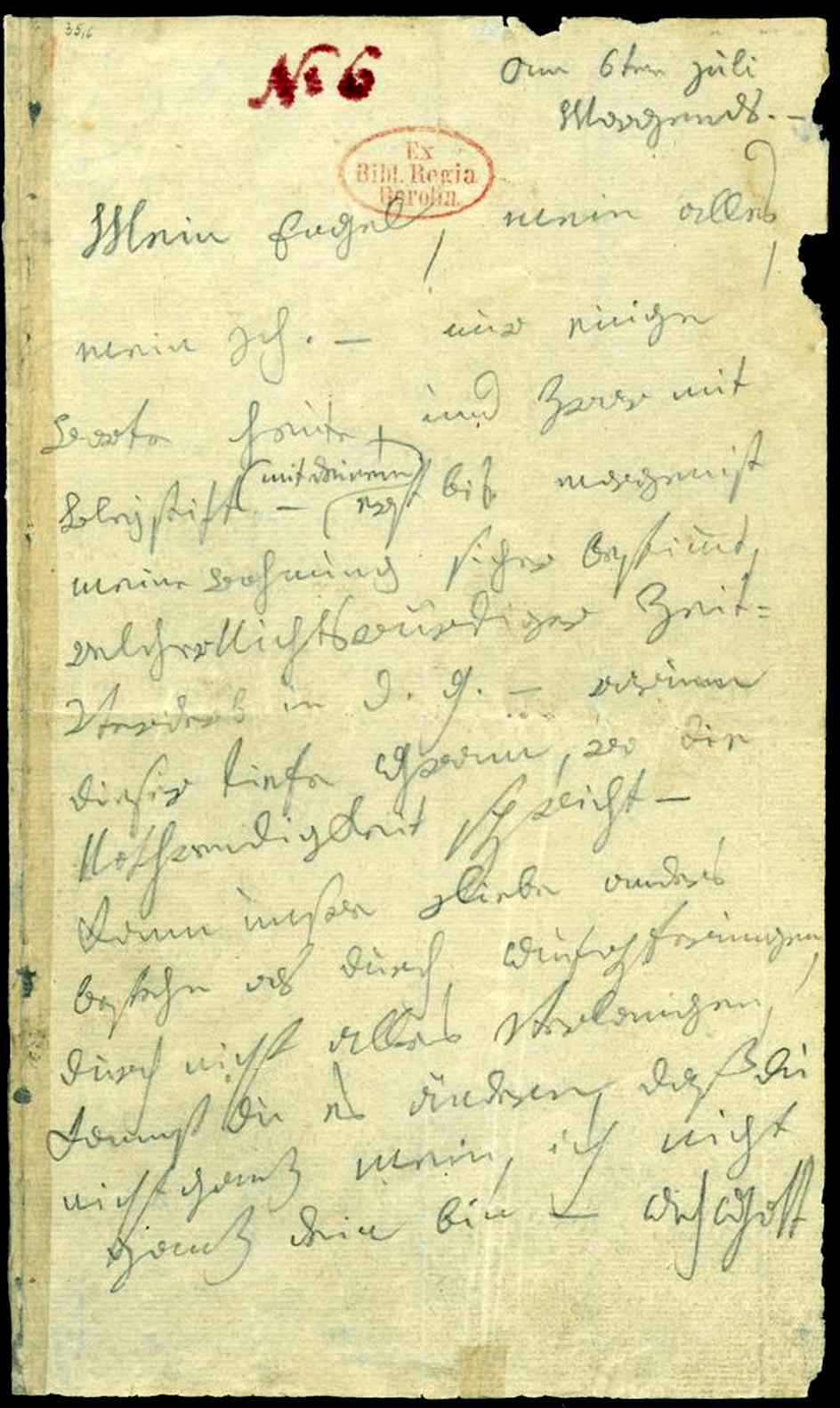
Оригінал листа
Людвіга ван Бетховена

- Коли Ґері Олдман довідався, що він буде виконувати головну роль, він шість тижнів грав на фортепіано по шість годин на день у своєму готелі, і повністю занурився в музику свого персонажа. Ґері Олдман насправді зіграв усі твори Бетховена, які він виконував у фільмі. Однак, на звуковій доріжці фільму твори Бетховена грає інший професійний музикант.

- У реальному житті Шиндлер не був другом Бетховена, хоча деякий час був його секретарем.

- У 1827 році серед приватних паперів Бетховена був знайдений лист із трьох частин, написаний влітку 1812 року з курортного міста Теплиці, адресований до жінки, яку він називав «безсмертною коханою». Лист, викликав багато припущень і дискусій серед учених і письменників щодо її особистості. Серед кандидатів тоді й зараз могли бути Джульєтта Гвічкарді, Тереза фон Брунсвік, Жозефіна Брунсвік, Антоні Брентано та Анна-Марі Ердьоді, деякі з яких зображені в фільмі.

- У реальному житті Бетховен мав дуже мало інтимних стосунків із жінками, і про нього говорили як про когось, хто має упередженість щодо жінок.

- Сценарист і режисер фільму Бернард Роуз, хоч і не був істориком, стверджував, що «безсмертною коханою» була, як показано в фільмі, невістка Бетховена — Йоганна (Райсс) ван Бетховен, але цю версію не підтримав жоден дослідник біографії Бетховена. У фільмі Бернард Роуз також натякає, що Карл, племінник Бетховена, насправді був їх сином.

- Біограф і бетховенознавець Гейл С. Альтман[en] заперечує твердження Бернарда Роуза у книзі, присвяченій конкретно питанню особистості жінки та стосункам Бетховена загало́м.[1]